# Philander mondolfii
A cuíca-de-quatro-olhos-de-Mondolfi (vernáculo artificial derivado das línguas espanhola e inglesa) (Philander mondolfii) é uma espécie de marsupial da família Didelphidae. Pode ser encontrada na Colômbia e na Venezuela, em duas áreas distintas, uma na Cordilheira de Mérida e na parte leste da Cordilheira Oriental e a outra no Escudo das Guianas.